# The Doors (film)
The Doors er en biografisk amerikansk dramafilm fra 1991. Den omhandler det legendariske band the Doors, især forsangeren Jim Morrison, spillet af Val Kilmer. Filmen er instrueret af Oliver Stone.
Filmen er blevet stærkt kritiseret af de 3 resterende medlemmer af the Doors, Ray Manzarek, John Densmore og Robby Krieger.

## Modtagelse
Filmen fik blandet modtagelse af anmelderne og har opnået 56% på Rotten Tomatoes og 62% på Metacritic. Den kendte filmkritiker Roger Ebert var middelt fornøjet og endte op med at give to og en halv stjerne (af maksimalt fire). Han udtrykte mest begejstring for koncertscenene og Val Kilmers rollepræstation
Filmen gjorde det middelmådig i biograferne og indbragte $34 millioner i USA, et beløb som var noget lavere en dens produkionsomkostninger. Den havnet på 39-plads over de mest indbringende filmene på amerikanske biografer for 1991.
Filmen blev i 1991 nomineret til en Golden St. George ved Moskva internationale filmfestival, og året efter en MTV Movie Award (Val Kilmer).

## Medvirkende
- Val Kilmer ... Jim Morrison
- Kyle MacLachlan ... Ray Manzarek
- Kevin Dillon ... John Densmore
- Frank Whaley ... Robby Krieger
- Meg Ryan ... Pamela Courson
- Kathleen Quinlan ... Patricia Kennealy
- Michael Wincott ... Paul A. Rothchild
- Michael Madsen ... Tom Baker
- Josh Evans ... Bill Siddons
- Dennis Burkley ... Dog
- Billy Idol ... Cat
- John Densmore ... Ingeniør
- Floyd Westerman ... Shaman
- Wes Studi ... Indianer i ørkenen
- Kelly Hu ... Dorothy
- Sam Whipple ... Sullivans Producent
- Lisa Edelstein ... Makeupartist
- Crispin Glover ... Andy Warhol
- Jack McGee ... Politibetjent i Miami
- Mimi Rogers ... Zeitschriften-Fotografin
- Jennifer Rubin ... Edie
- Eagle Eye Cherry ... Roadie
- Patricia Kennealy-Morrison ... Præstinde for Wicca-religionen